# César for bedste mandlige birolle
César for bedste mandlige birolle er blevet uddelt hvert år siden 1976.

## Uddelinger
| År   | Skuespiller            | Film                                           |
| ---- | ---------------------- | ---------------------------------------------- |
| 2013 | Guillaume de Tonquédec | Le Prénom                                      |
| 2012 | Michel Blanc           | L'Exercice de l'État                           |
| 2011 | Michael Lonsdale       | Om Guder og Mænd                               |
| 2010 | Niels Arestrup         | Un prophète                                    |
| 2009 | Jean-Paul Roussillon   | Un conte de Noël                               |
| 2008 | Sami Bouajila          | Les Témoins                                    |
| 2007 | Kad Merad              | Je vais bien, ne t'en fais pas                 |
| 2006 | Niels Arestrup         | De battre, mon coeur s'est arrêté              |
| 2005 | Clovis Cornillac       | Mensonges et trahisons et plus si affinités... |
| 2004 | Darry Cowl             | Pas sur la bouche                              |
| 2003 | Bernard Le Coq         | Se souvenir des belles choses                  |
| 2002 | André Dussollier       | La Chambre des officiers                       |
| 2001 | Gérard Lanvin          | Le Goût des autres                             |
| 2000 | François Berléand      | Ma petite entreprise                           |
| 1999 | Daniel Prévost         | Le Dîner de cons                               |
| 1998 | Jean-Pierre Bacri      | On connaît la chanson                          |
| 1997 | Jean-Pierre Darroussin | Un Air de famille                              |
| 1996 | Eddy Mitchell          | Le Bonheur est dans le pré                     |
| 1995 | Jean-Hugues Anglade    | La Reine Margot                                |
| 1994 | Fabrice Luchini        | Tout ça... pour ça !                           |
| 1993 | André Dussollier       | Un coeur en hiver                              |
| 1992 | Jean Carmet            | Merci la vie                                   |
| 1991 | Jacques Weber          | Cyrano de Bergerac                             |
| 1990 | Robert Hirsch          | Hiver 54, l'abbé Pierre                        |
| 1989 | Patrick Chesnais       | La Lectrice                                    |
| 1988 | Jean-Claude Brialy     | Les Innocents                                  |
| 1987 | Pierre Arditi          | Mélo                                           |
| 1986 | Michel Boujenah        | Trois hommes et un couffin                     |
| 1985 | Richard Bohringer      | L'Addition                                     |
| 1984 | Richard Anconina       | Tchao Pantin                                   |
| 1983 | Jean Carmet            | Les Misérables                                 |
| 1982 | Guy Marchand           | Garde à vue                                    |
| 1981 | Jacques Dufilho        | Un Mauvais fils                                |
| 1980 | Jean Bouise            | Coup de tête                                   |
| 1979 | Jacques Villeret       | Robert et Robert                               |
| 1978 | Jacques Dufilho        | Le Crabe tambour                               |
| 1977 | Claude Brasseur        | Un éléphant, ça trompe énormément              |
| 1976 | Jean Rochefort         | Que la fête commence                           |